# Hadena acutermina
Hadena acutermina är en fjärilsart som beskrevs av Smith 1904. Hadena acutermina ingår i släktet Hadena och familjen nattflyn. Inga underarter finns listade i Catalogue of Life.